# Flöjtmannen
 Flöjtmannen är ett album med det svenska punkbandet Ohlson har semester production, vilket utkom 1998 på Beat Butchers.

## Låtarna på albumet
1. I Samma Spår
2. Hon Han Dom
3. Det Skiter Jag I
4. Åka Buss
5. Krax
6. År Efter År
7. Flöjtmannen
8. Stenhård Skridskobräda